# Kirara Asuka
Pour les articles homonymes, voir Asuka.
Kirara Asuka (明日花 キララ, Asuka Kirara, née le 2 octobre 1988 à Tokyo) est une ancienne actrice pornographique japonaise.

## Carrière
Avant ses débuts, Kirara Asuka est une serveuse travaillant dans un Kyabakura (bar à hôtesses) à Roppongi. Un jour, un agent d'une société de vidéo pour adultes vient dans l'établissement en tant qu'invité, un entretien a lieu sur place pour ses débuts en tant qu'actrice de vidéo pour adultes. Son premier film Miracle Beauty Breast (ミ ラ ク ル 美 乳) sort le 21 décembre 2007. Elle met fin à son contrat avec h.m.p en septembre 2009 et rejoint PRESTIGE le mois suivant. Elle tourné un total de 42 œuvres pout PRESTIGE, elle met fin à son contrat en avril 2013 et en juin de la même année, elle passe chez S1 No. 1 Style.
En 2009, elle remporte l'Adult Broadcasting Awards de la meilleure actrice et, en 2014, elle a remporté le Topical Award aux DMM Adult Awards en collaboration avec Akiho Yoshizawa.
Entre 2009 et 2015, elle joue dans six films conventionnels.
En 2012, elle lance un projet de carrière musicale appelé "KiraKira Music Lovers". Son premier single I Want To Meet You, I Want To Meet You sort le 8 octobre 2012. Elle présente Shining Star en novembre de la même année et IMITATION LOVE le mois suivant.
Kirara Asuka devient membre des Ebisu Muscats le 24 septembre 2015 et est nommée quatrième leader du groupe le 21 décembre 2015. Elle apparaît dans l'émission de variétés de fin de soirée Muscats Night, diffusée sur TV Tokyo du 7 octobre 2015 au 30 mars 2017, et dans l'émission de variétés de fin de soirée Muscats Night Fever, diffusée sur TV Tokyo du 6 avril au 28 septembre 2017.
Le 11 février 2016, elle fait ses débuts en tant qu'artiste solo en publiant une chanson intitulée I Love You (愛してるよ) sur iTunes. Elle fait partie d'Ebisu Muscats 1.5 (successeur des Ebisu Muscats) en 2019 puis annonce son départ du groupe le 17 avril 2018. Elle sort un livre de style en juin 2019.
Le 4 février 2020, elle annonce sa retraite officielle de la vidéo pour adultes après une pause de deux ans. Le 2 juin, elle déménage à Kiratis, où elle ouvre sa chaîne YouTube officielle "Kira Land" le 11 juin.

## Source de la traduction
- (en) Cet article est partiellement ou en totalité issu de l’article de Wikipédia en anglais intitulé « Kirara Asuka » (voir la liste des auteurs).